# Водное поло на летней Универсиаде 1995
Ватерпольный турнир на летней Универсиаде 1995 проходил в Фукуока (Япония). Соревновались мужские сборные команды. Чемпионом Универсиады стала сборная Югославия.

## Медальный зачёт
| Место | Страна       | Золото | Серебро | Бронза | Всего |
| ----- | ------------ | ------ | ------- | ------ | ----- |
| 1     | СР Югославия | 1      | 0       | 0      | 1     |
| 2     | Венгрия      | 0      | 1       | 0      | 1     |
| 3     | Австралия    | 0      | 0       | 1      | 1     |

| Чемпион Универсиады по водному поло 1995 |
| ---------------------------------------- |
| СР Югославия Третий титул                |

## Ссылка
- Universiade water polo medalists on HickokSports (англ.)